# Gary Whitta
Gary Leslie Whitta (21 de julio de 1972) es un guionista, autor, diseñador de juegos y periodista de videojuegos estadounidense de origen inglés. Es conocido como el exeditor en jefe de las ediciones de la revista PC Gamer en el Reino Unido y los Estados Unidos y colaborador de la revista de juegos ACE.
Whitta fue guionista de The Book of Eli (2010), coautor de After Earth (2013) con M. Night Shayamalan y codesarrolló la historia de Rogue One: una historia de Star Wars (2016).

## Como escritor

### Películas
- The Book of Eli (2010)
- After Earth (2013) - Coescribió el guion con M. Night Shyamalan de una historia escrita por Will Smith
- Rogue One: una historia de Star Wars (2016) - Coescribió solo la historia con John Knoll; Chris Weitz y Tony Gilroy escribieron el guion

### Televisión
- Star Wars Rebels (2016-2017) - 4 episodios

### Videojuegos
- The Walking Dead: The Game (2012) - Coescribió el juego con Sean Vanaman y Jake Rodkin
- The Walking Dead: 400 Days (2013) - Coescribió el juego con Sean Ainsworth, Nick Breckon, Mark Darin y Sean Vanaman
- The Walking Dead: The Final Season (2018) - Escritor y consultor
- Forspoken